# 宮永雄太
宮永 雄太（みやなが ゆうた、1981年8月1日 - ）は、北海道富良野市生まれの元男子プロバスケットボール選手である。183cm、80kg。

## 来歴
札幌市立あやめ野中学校で全国大会に出場し、ジュニアオールスターでは準優勝を経験。
東海大四高校進学後も、柏木真介らとともにインターハイで準優勝に貢献。
大東文化大学でも、インカレ準優勝に貢献し、敢闘賞とMr.カレッジのW受賞を果たした。
卒業後、東芝に入社。
2012年、東芝を退社。
同年のbjリーグドラフト会議で千葉ジェッツと新潟アルビレックスBBに1巡目で指名され、新潟が交渉権を獲得したが、8月にリンク栃木ブレックスと契約。2013年、千葉ジェッツに移籍。しかし、2016年2月17日付で地元のレバンガ北海道へ2016年5月31日までレンタル移籍をすることとなった。
2016年オフ、富山グラウジーズへ移籍。
2017-2018シーズンは、選手兼任のアシスタントコーチに就任した。
2018年、現役引退。Wリーグの富士通レッドウェーブアシスタントコーチに就任。
2020年5月8日、レバンガ北海道のヘッドコーチに就任。2021年5月退任。翌月、佐賀バルーナーズのヘッドコーチ兼ゼネラルマネージャーに就任。

## 経歴
- 東海大四高 - 大東文化大学 - 東芝（2004年〜2012年）- リンク栃木（2012年～2013年） - 千葉ジェッツ（2013年～2016年） - レバンガ北海道（レンタル） - 富山グラウジーズ